# باول ك. بارث
باول ك. بارث (بالإنجليزية: Paul C. Barth)‏ هو سياسي أمريكي، ولد في 1858 في لويفيل في الولايات المتحدة، وتوفي بنفس المكان في 21 أغسطس 1907.